# Neologisme
Un neologisme és una paraula de nova incorporació a una llengua. Pot haver estat creat per una sola persona o amb l'evolució de la llengua al llarg dels segles, i la seva utilització dependrà de l'acceptació del nou mot entre la comunitat de parlants. Un neologisme pot provenir del manlleu d'una altra llengua o per creació amb els mecanismes de la pròpia llengua, sobretot amb la derivació o composició a partir de paraules comunes. El TERMCAT publica els neologismes acceptats en l'àmbit català al diccionari en línia Neoloteca.
Els neologismes acostumen a aparèixer per a designar un nou objecte o concepte que abans no existia, per humor o broma... encara que també es creen nous mots per a idees ja presents a la llengua per diversos motius: connotació del mot ja existent, influència d'altres llengües, ampliació o restricció en el camp d'aplicació...

## Processos de formació de neologismes
| Tipus de processos  | Tipus de processos           | Tipus de processos | Explicació | Exemples                                                |
| ------------------- | ---------------------------- | ------------------ | --- | ------------------------------------------------------- |
| Processos formals   | Derivació                    | Prefixació         | adjunció d’un prefix a un radical | antisistema, hiperactiu, refundar, transgènere          |
| Processos formals   | Derivació                    | Sufixació          | adjunció d’un sufix a un radical | empatitzar, exitós -osa, manualitat, tuitejar           |
| Processos formals   | Composició                   | Patrimonial        | combinació de dos radicals, simples o compostos | contacontes, mosquit tigre, tren bala, salvapantalles   |
| Processos formals   | Composició                   | Culta              | combinació de formants cultes (llatins o grecs) o d'un mot patrimonial amb un formant culte                                                                          | aerolínia, barcelonitis, seriòfil -a, turismofòbia      |
| Processos formals   | Sintagmació                  | Sintagmació        | estructura sintàctica lexicalitzada | canvi climàtic, llapis de memòria, ovella negra         |
| Processos formals   | Canvis gramaticals i flexius | Conversió          | canvi de categoria gramatical sense modificació de la base lèxica | blaugrana (m i f), hormonar (v tr), secallona (f)       |
| Processos formals   | Canvis gramaticals i flexius | Lexicalització     | lexicalització d’una forma flexiva, normalment un paradigma verbal (participi i gerundi) i diminutius lexicalitzats que prenen un altre significat de la base lèxica | indignat -ada, mascareta, prejubilat -ada               |
| Processos formals   | Canvi sintàctic              | Canvi sintàctic    | canvi de subcategoria gramatical (gènere, nombre, canvi de règim verbal, etc.) a una base lèxica                                                                     | filial (m), posicionar-se (v pron), muntanya russa (sg) |
| Processos formals   | Truncació                    | Abreviació         | escurçament d’una paraula o d’un sintagma | curt, pel·li, primàries, uni                            |
| Processos formals   | Truncació                    | Acronímia          | combinació de segments de paraules que formen una estructura sintàctica                                                                                              | dramèdia, electrolinera, futtoc, infoxicació            |
| Processos formals   | Truncació                    | Siglació           | combinació de les lletres corresponents a una sigla i que ja s’han lexicalitzat i, doncs, s’escriuen en minúscules                                                   | ampa, oenagé, opa, sicav                                |
| Processos formals   | Altres                       | Variació           | variant formal ortogràfica (no morfològica ni sintàctica) d'una paraula                                                                                              | infrastructura                                          |
| Processos semàntics | Canvi semàntic               | Resemantització    | canvi de significació d'un mot; pot ser per habilitació d'una marca                                                                                                  | escarabat 'cotxe', perfil 'xarxa social', típex         |
| Manlleus            | Sense adaptació              | Sense adaptació    | incorporació de mots presos d'altres llengües | delicatessen, emoji, mozzarella, quiche, sudoku, wok    |
| Manlleus            | Amb adaptació                | Gràfica o fònica   | incorporació de mots presos d'altres llengües | cíborg, nòvio -a, sexi, tuit                            |
| Manlleus            | Amb adaptació                | Morfològica        | incorporació de mots presos d'altres llengües | land (pl), panini (sg)                                  |

Una mena de manlleu és el xenisme, que consisteix en un mot pres d'una altra llengua que té com a referent un element inexistent en la cultura pròpia (kame, harira, katsuobushi). Quan l'element denominat deixa d'ésser estrany (curri), el mot esdevé un manlleu. També s'hi podrien incloure els calcs, formacions d'una unitat lèxica per imitació de l'estructura o significació d'un mot estranger (space shuttle: llançadora espacial; container: contenidor; on line: en línia; fleur de sel: flor de sal).

## Neologisme de l'any
Des del 2014, l’Observatori de Neologia de la Universitat Pompeu Fabra (UPF) i l'Institut d’Estudis Catalans (IEC) organitzen una crida oberta a participar en l'elecció del mot en català de l’any. Els triats fins ara són estelada, dron, vegà, cassolada, sororitat, emergència climàtica i animalista, coronavirus, birra, viralitzar i tiet.